# Muehlenbeckia polybotrya
Muehlenbeckia polybotrya är en slideväxtart som beskrevs av Meissn.. Muehlenbeckia polybotrya ingår i släktet sliderankor, och familjen slideväxter. Inga underarter finns listade i Catalogue of Life.